# Maranta pluriflora
Maranta pluriflora là một loài thực vật có hoa trong họ Marantaceae. Loài này được (Petersen) K.Schum. mô tả khoa học đầu tiên năm 1902.